# Allochernes aetnaeus
Allochernes aetnaeus är en spindeldjursart som beskrevs av Beier 1975. Allochernes aetnaeus ingår i släktet Allochernes och familjen blindklokrypare. Inga underarter finns listade i Catalogue of Life.